# Ceresium albopubens
Ceresium albopubens là một loài bọ cánh cứng trong họ Cerambycidae.